# 국제정치경제학
국제 정치 경제학(IPE)은 정치가 글로벌 경제를 어떻게 형성하는지와 글로벌 경제가 정치를 어떻게 형성하는지를 연구하는 학문이다. IPE의 핵심 초점은 국가, 국제기구, 다국적 기업과 같은 다양한 행위자의 힘에 있다. 이들은 국제 경제 체제와 국제 경제 활동의 분배적 결과를 형성한다. 이 학문은 “글로벌 경제 교류의 승자와 패자 간의 정치적 전투”를 연구하는 것으로 묘사되어 왔다.
IPE 이론의 핵심 가정은 국제 경제 현상이 이를 규제하고 통제하는 행위자와 분리된 의미 있는 의미로 존재하지 않는다는 것이다. 따라서 IPE는 국제 경제, 무역, 금융에 대한 공식 경제 이론과 함께, 학문 분야에서 널리 활용되는 국제 경제, 무역, 금융에 대한 공식 경제 이론과 함께, IPE는 글로벌 경제를 이해하는 데 있어 제도, 정치, 권력 관계에 대한 연구를 강조한다.
IPE의 실질적인 문제 영역은 1. 국제 무역, 2. 국제 통화 및 금융 시스템, 3. 다국적 기업, 4. 경제 발전과 불평등이라는 네 가지 광범위한 주제 영역으로 자주 나뉜다. 연구의 주요 행위자는 국제 기구, 다국적 기업, 주권 국가를 포함할 수 있다.
국제 정치 경제학은 1960년대와 1970년대에 등장한 국제 관계의 주요 하위 분야로, 세계은행, 국제 통화 기금, 관세 및 무역에 관한 일반 협정과 같은 국제 경제 기구의 성장과 함께 경제적 혼란을 겪으면서 등장했다. 금본위제의 몰락, 1973년 석유 위기, 1970년대 불황과 같은 경제 혼란과 함께 등장했다. IPE는 또한 역사학, 특히 경제사학에서 국제 정치 경제의 역사적 역학을 연구하는 주요 연구 분야이다.

## 역사 및 출현
국제 정치 경제는 정치 경제학, 즉 국가 경제와 거버넌스 및 정치와의 상호 작용에 대한 연구의 한 분야로부터 역사적 뿌리를 가지고 있다. 아담 스미스의 국부론의 출판은 정치 경제학 분야의 발전에 지대한 영향을 미쳤다.
정치적, 사회적 고려가 배제된 경제 현상을 연구하는 경제학이라는 새로운 학문이 19세기 후반에 정치경제학 연구와 갈라지기 시작했지만, 정치경제학은 정치학 학과 내에서 학문적 전통으로, 그리고 현대 경제학 내에서 다원주의적 접근법으로 계속 살아남았다. 20세기 초에 출판된 존 메이너드 케인즈(John Maynard Keynes)의 일반 이론(General Theory)과 칼 폴라니(Karl Polanyi)의 대변혁(The Great Transformation)과 같은 주목할 만한 작품들은 여전히 정치경제학의 전통에 기반을 두고 있지만, 1920년대 이후로 경제학은 좁은 의미의 경제학이 경제학부를 지배하게 되었다.
국제 정치 경제학의 출현은 1960년대 말과 1970년대 초로 거슬러 올라갈 수 있는데, 국제 통화 기금, 세계 은행, 관세 및 무역에 관한 일반 협정과 같은 전후 경제 기관의 성장으로 심화된 경제적 상호 의존성이 국제 관계 학계에서 이러한 기관에 대한 연구와 더 넓게는 세계 경제 거버넌스에 대한 연구에 대한 관심을 불러일으켰기 때문이다. 1970년대 위기(골드 스탠다드 종식, 1973년 석유 위기, 1973-1975년 경기 침체, 무역 보호 강화 요구)를 통해 정치학계 내에서 세계 경제 거버넌스에 대한 보다 포괄적인 이해의 필요성이 점점 더 분명해졌다. 세계 경제 거버넌스의 출현에 영향을 미친 인물 학문의 출현에 영향을 미친 인물은 미국의 국제관계학자 Robert Keohane, Joseph Nye, Robert Gilpin, 영국의 Susan Strange 등이었다. 그 이후로, IPE는 정치학과의 핵심 분야이자 전통적인 물질적 안보를 중심으로 한 국제관계학 연구의 주요 하위 분야가 되었다.

## 연구 주제

### 국제 금융
국제 금융과 통화 관계는 국제 정치 경제학의 핵심 연구 분야 중 하나이다. 국제 정치 경제학 연구에서 국제 금융의 경제적, 정치적 이해관계의 상호 관계는 금융 시스템을 국제 정치와 분리하는 것이 어떤 의미에서든 불가능하다고 가정한다. 국제 금융의 국제정치경제학은 정치적 네트워크 효과와 국제적 외부성, 빈곤의 대물림 효과 및 전염과 같은 특징을 가지고 있다.
국제 금융에 관한 IPE 문헌의 핵심 개념은 Mundell–Fleming 모델에서 파생된 불가한 삼위일체로, 다음 세 가지 경제 정책을 동시에 추구하는 것은 불가능하다는 것을 의미한다.
- 고정 외환 환율
- 자유로운 자본 이동; 자본 통제의 부재
- 독립적인 통화 정책

통화 정책의 또 다른 주요 딜레마는 정부가 인플레이션율(국내 화폐 가격)과 환율(해외 화폐 가격)의 균형을 맞춰야 한다는 것이다.
경제학 문헌에는 최적의 국가 환율 정책에 대한 합의가 없다. 오히려 국가 환율 제도는 정치적 고려 사항을 반영한다. 국가 환율 정책은 1. 고정, 변동 또는 두 가지의 혼합, 2. 강세 또는 약세 통화를 수반할 수 있다. 선택된 국가 환율 정책에 따라 다른 집단이 불균형적으로 이익을 얻다.
자유주의적 견해는 18세기 스미스가 처음 주장한 이래로 서구 학계에서 일반적으로 강세를 보여 왔다. 1940년대부터 1970년대 초반까지 케인즈주의라는 대안적 시스템이 대학에서 폭넓은 지지를 얻었다. 케인즈는 주로 국내 거시경제 정책에 관심을 가졌다. 케인즈의 합의는 1950년대 초반에 프리드리히 하이에크와 밀턴 프리드먼, 그리고 시카고 외의 다른 학자들에 의해 도전받았고, 1970년대에는 케인즈의 공공 담론과 경제 정책 결정에 대한 영향력이 다소 약화되었다.
IPE 금융학에서 불가능한 삼위일체의 예시; 국제 경제학의 문델-플레밍 모델에서 영감을 얻었다. 이 이론은 한 국가가 동시에 시행할 수 있는 정책이 고정 환율, 자유로운 자본 이동, 독립적인 국가 통화 정책의 세 가지 정책만 가능하다고 가정한다.
제2차 세계대전 이후, 브레튼우즈 체제가 확립되면서 내재적 자유주의로 묘사되는 정치적 성향이 반영되었다. 1971년, 리처드 닉슨 대통령은 브레튼우즈 체제의 IMF 하에서 확립된 금의 환금성을 폐지했다. 그 후 잠정 협정이 체결되었다. 그럼에도 불구하고, 2008년까지 국제 무역과 금융의 자유화 추세가 증가했다. 2008년 말부터 세계 지도자들은 새로운 브레튼 우즈 체제를 요구하기 시작했다.
IPE에서는 국제 통화 기금, 금융 위기(2007-2008년 금융 위기 및 1997년 아시아 금융 위기 참조), 환율, 외국인 직접 투자, 다국적 기업과 같은 주제에 많은 관심을 기울이고 있다.

### 국제 무역
IPE 내의 무역에 대한 접근 방식은 여러 가지가 있다. 이러한 접근 방식은 국가 간의 국제 협상뿐만 아니라 국가가 채택하는 대외 경제 정책을 설명하고자 한다. 국가의 대외 경제 정책에 대한 국내적 설명의 관점에서, 두 가지 지배적인 접근 방식은 요인 모델과 부문 모델이며, 두 가지 모두 데이비드 리카르도의 비교 우위 이론을 기반으로 한다.
요소 모델(H-O-S-S 모델이라고도 불림)은 Heckscher-Ohlin 모델과 Stolper-Samuelsson 정리에 의해 형성된다. Heckscher-Ohlin 무역 모델에 따르면, 무역에서 국가의 비교 우위는 특정 무역 요소(토지, 노동, 자본)의 부여에서 비롯된다. 이는 토지가 풍부한 국가는 주로 토지 집약적 제품(예: 농업)을 수출하고, 자본이 풍부한 국가는 자본 집약적 제품(예: 첨단 기술 제조)을 수출하며, 노동력이 풍부한 국가는 노동 집약적 제품(예: 섬유)을 수출한다는 것을 의미한다. 이 모델을 바탕으로, Stolper-Samuelsson 정리는 요소를 소유한 집단이 요소의 풍부함 또는 희소성에 따라 무역을 지지하거나 반대할 것이라고 주장한다. 이는 토지 자원은 풍부하지만 자본 자원은 부족한 나라에서는 농민들이 자유 무역을 지지하는 반면, 자본 집약적 제조업의 생산자들은 자유 무역을 반대한다는 것을 의미한다. 요인 모델은 선진국의 노동력이 상대적으로 부족하기 때문에 무역 자유화에 반대할 것이고, 개발도상국의 노동력은 상대적으로 풍부하기 때문에 자유 무역을 지지할 것이라고 예측한다.
이러한 통찰력을 바탕으로, 로널드 로고스키(Ronald Rogowski)의 영향력 있는 연구는 요소 자원이 국가가 계급 갈등(자본 대 노동) 또는 도시-농촌 갈등을 특징으로 하는지를 예측한다고 주장했다. 마찬가지로, 헬렌 밀너(Helen Milner)와 케이코(Keiko)의 영향력 있는 연구 쿠보타는 개발도상국이 민주화한 후에 무역 자유화를 추진하는 이유를 인적 자원(노동력)의 풍부함으로 설명한다. 2023년 밀너와 린제이 R. 돌란의 연구 는 아프리카의 무역 선호도를 설명하는 데 요소 자원이 도움이 된다는 것을 발견했다. 연구에 따르면 Stolper-Samuelsson 정리의 예측이 입증되었으며, 무역 개방은 개발도상국의 불평등을 줄이는 경향이 있지만 선진국에서는 불평등을 악화시키는 것으로 나타났다.
무역의 부문 모델인 리카르도-비너 모델(데이비드 리카르도와 제이콥 비너의 이름을 따서 명명됨)은 요소가 무역 선호도를 이해하는 데 핵심이라는 개념에 도전한다. 요인은 매우 고정적일 수 있다. 즉, 특정 부문에서 일하는 자본 소유자와 노동자는 비슷한 이해관계를 가질 수 있다. 결과적으로, 무역 자유화에 따라 어떤 경제 부문이 이득을 보는지 또는 손해를 보는지를 조사함으로써 무역 선호도를 더 잘 이해할 수 있다. 요소 모델은 서로 다른 부문의 자본 소유자가 비슷한 무역 선호도를 가지고 있고, 서로 다른 부문의 노동자도 비슷한 무역 선호도를 가지고 있다고 가정하는 반면, 리카르도-비너 모델은 요소가 고정되어 있는 부문에서 한 부문의 노동자와 자본 소유자가 동일한 무역 선호도를 가질 수 있다고 주장한다. . 결과적으로, 리카르도-비너 모델은 요소가 매우 유동적일 때 무역에 대한 계급 충돌이 발생할 가능성이 더 높지만, 요소가 고정적일 때 산업 기반의 충돌이 발생할 가능성이 더 높다고 예측한다.
Adam Dean은 두 모델의 경제적 가정에 의문을 제기하면서, 노동자의 임금이 특정 산업에서 생산성 증가와 일관되게 일치하지 않으며(Ricardo-Viner와 상충됨), 노동이 희소 자원이 될 때 노동자가 수입 제한으로부터 일관되게 이익을 얻지 못한다고 주장했다(Heckscher-Ohlin과 상충됨). Ricardo-Viner와 Heck의 정도 scher-Ohlin이 옳은지는 노동자들이 이익 공유 제도를 가지고 있는지, 아니면 노동조합에 가입되어 있는지(생산성 증가 속에서 더 높은 임금을 위해 협상하는 데 도움이 됨)에 따라 달라진다. 그는 또한 개발도상국의 무역 자유화에 관한 밀너와 쿠보타의 연구에 이의를 제기했는데, 이는 민주적인 개발도상국들이 무역 자유화 과정에서 노동조합을 자주 탄압한다는 것을 보여주기 때문이다.
Dani Rodrik과 Anna Mayda, Kenneth Scheve와 Matthew J. Slaughter의 연구는 요인 모델에 대한 지지를 발견했는데, 이는 노동력이 풍부하고 따라서 무역 개방의 혜택을 받는 개발도상국에서 무역 개방에 대한 지지가 더 크다는 것을 보여주기 때문이다. 다른 연구에서는 두 모델에 대한 지지를 찾지 못했으며, 두 모델이 제한적인 설명적 가치를 가지고 있다고 주장한다. Journal of Politics에 실린 2022년 연구에 따르면 비교 우위는 개인과 입법자들 사이의 자유 무역에 대한 태도를 예측하는 것으로 나타났다. Thomas Oatley의 2017년 평가에 따르면, IPE 학계에서는 이러한 모델 중 어느 것이 개별 무역 정책의 원천을 더 잘 설명하는지에 대한 “강력한 결론”이 없다고 한다.
부문 및 요인 모델 외에도 무역 선호도의 기업별 모델(“새로운 새로운” 무역 이론이라고도 함)이 있는데, 이 모델은 규모가 크고 생산적이며 세계 지향적인 기업에서 일하는 사람들이 무역 자유화(자본과 노동의 자유로운 이동 포함)를 지지하는 반면, 소규모 기업의 직원들은 자유 무역에 덜 지지한다고 예측한다. 경제 지리학 접근법은 세계화로 인해 이익을 얻거나 손해를 보는 지역을 살펴봄으로써 무역 정책을 설명한다. 이 접근법은 대도시가 무역 자유화를 지지하고 낙후된 지역이 자유화에 반대할 것이라고 예측한다. 요인 및 부문 모델에 대한 다른 대안 모델은 인구 통계 데이터(연령, 계층, 기술)를 통해 개인의 선호도를 설명할 수 있다. , 교육, 성별), 이념, 문화 등도 고려해야 한다. 일부 연구에서는 개인이 무역 보호주의의 영향을 이해하고 있는지에 대한 의문을 제기하고 있으며, 이는 무역 정책 선호가 경제적 이기심에 뿌리를 두고 있다는 가정에 의문을 제기한다.
무역은 그 자체로 대중의 무역 선호도를 포함한 국내 정치를 변화시킬 수 있다. 1988년 헬렌 밀너(Helen Milner)의 연구에 따르면 무역 개방은 무역 보호주의로 인해 손해를 입을 수 있는 기업의 입지를 강화함으로써 자유 무역에 대한 지지를 크게 증가시켰다. 데이비드 카메론(David Cameron), 다니 로드릭(Dani Rodrik), 피터 카첸스타인(Peter Katzenstein)의 영향력 있는 연구는 더블 무브먼트(Double Movement)의 통찰력을 확인해 주었다. 그들은 무역 개방이 확대되면 정부 사회 지출이 증가한다는 것을 보여준다.
선호도가 어떻게 집계되고 조정되어 외교 경제 정책에 반영되는지에 대한 IPE 학자들은 집단 행동 문제, 선거 제도, 정권 유형, 거부권 포인트, 입법 무역 정책 과정의 특성, 국내 협상과 국제 협상 간의 상호 작용, 정치 엘리트와 지식 공동체 간의 상호 작용을 지적했다. 일부 IPE 학자들은 국내 정치의 역할을 강조하지 않고 무역 정책의 형성자로 국제 과정을 지적한다. 일부 학자들은 1970년대 복잡한 상호 의존성에서 통찰력을 회복하는 “새로운 상호 의존성” 접근법을 주장하지만, 네트워크 효과, 중심 노드에 대한 통제, 경로 의존성을 강조한다.

### 경제 발전
IPE는 개발 경제학과 국가가 발전하는 방법과 이유를 설명하는 것과도 관련이 있다.

## 역사적 IPE 접근법
역사적으로 IPE에 대한 세 가지 주요 접근법은 자유주의적, 경제 민족주의적(중상주의적), 그리고 마르크스주의적 관점이었다.
경제 자유주의자들은 자유 무역과 개방 경쟁을 저해하는 시장에 대한 정부 개입을 반대하는 경향이 있지만, 재산권 보호와 시장 실패 해결을 위한 정부 개입을 지지한다. 경제 자유주의자들은 일반적으로 낮은 세금, 정부 지출 감소, 정부 부채 최소화 등의 조치를 통해 제한적인 재정 정책과 예산 균형을 옹호하는 정치적, 경제적 철학을 지지한다.
경제 민족주의자들에게 시장은 국가에 종속되어 있으며, 국가의 이익을 위해 존재해야 한다(국가안보 제공, 군사력 축적 등). 중상주의는 경제 민족주의의 대표적인 변종이다. 경제 민족주의자들은 국제 무역을 제로섬 게임으로 간주하는 경향이 있는데, 여기서 목표는 상대적 이익을 얻는 것(상호 이익이 아닌)이다. 경제 민족주의는 다음과 같은 경향이 있다. 산업화가 국가 경제에 긍정적인 파급 효과를 가져오고, 국가의 자급자족과 정치적 자율성을 강화하며, 군사력 구축에 중요한 측면이라는 믿음 때문에 산업화(그리고 종종 국가 지원으로 산업을 지원)를 강조하는 경향이 있다.

## 현대적 IPE 접근법
IPE에 대한 몇 가지 중요한 접근법이 있다. 지배적인 패러다임은 개방 경제 정치이다. 다른 영향력 있는 접근법으로는 의존성 이론, 헤게모니 안정성 이론, 그리고 국내 정치 이론이 있다.
초기 근대 IPE 학문은 다양한 방법을 사용했고, 거시적 이론과 중간 범위 이론을 모두 다루었지만, 시간이 지남에 따라 학문은 더욱 정량화되고 중간 범위 이론에 집중하게 되었다. 로버트 저비스는 1998년에 “1970년대와 1980년대에 놀라운 발전의 시기를 거친 후, 국제정치경제학 하위 분야가 정체된 것처럼 보인다”고 썼다.
IPE 학문의 첫 번째 물결은 복잡한 상호의존성과 글로벌 경제 교류 체제의 진화에 초점을 맞추었다. 이 학문은 헤게모니 안정성 이론, 복잡한 상호의존성, 정권에 초점을 맞추었다. 두 번째 물결은 글로벌 경제 협력의 국내적 원인을 설명하거나, 어떻게 글로벌 프로세스가 국내 정책 결정에 영향을 미치는 방식을 설명하고자 했다. 세 번째 물결은 정책의 미시적 기초를 설명하는 데 점점 더 집중했다. 벤자민 코헨에 따르면, “이론적 측면에서 볼 때, IPE 학계에서는 가장 기본적인 인과관계에 대해서도 합의가 이루어지지 않는 경우가 많다.”

### 개방 경제 정치학(Open Economy Politics)
개방 경제 정치학(OEP)은 국제정치경제학(IPE)의 국내 정치 이론에서 유래되었다. OEP는 1990년대 후반에 등장했다. OEP는 신고전주의 경제학과 국제 무역 이론의 가정을 채택한다. 마이크로 파운데이션을 강조한다. 합리주의, 물질주의, 자유주의를 특징으로 한다. 데이비드 레이크에 따르면,
1. 이익: “OEP는 개인, 부문, 생산 요소를 분석 단위로 시작하여 국제 경제 내 각 단위의 위치에서 경제 정책에 대한 이익을 도출한다.”
2. 국내 제도: “국내 정치 제도를 이해하는 데 있어, 이 이론은 (어느 정도 편향적이기는 하지만) 이해관계를 집약하고 경쟁하는 사회 집단 간의 협상을 구조화하는 메커니즘으로 간주한다.”
3. 국제 협상: “필요할 경우, 서로 다른 이해관계를 가진 국가 간의 협상을 도입한다. OEP 내에서의 분석은 가장 미시적인 수준에서 가장 거시적인 수준까지 선형적이고 질서 정연한 방식으로 진행되며, 이는 정치가 개인에서 국가 간 협상으로 흘러가는 것으로 간주하는 암묵적인 단방향 개념을 반영한다.”

토마스 오틀리는 국내 정치 과정에 지나치게 중점을 두고, 국내 수준의 과정과 글로벌 수준의 거시적 과정 사이의 상호 작용을 고려하지 않는다는 이유로 OEP를 비판했다. 본질적으로 OEP 학문은 생략된 변수 편향으로 어려움을 겪고 있다. 피터 카첸스타인, 로버트 키오핸, 스티븐 크라스너에 따르면, 이러한 학문적 경향은 행위자의 선호와 행동이 물질적 위치에서 비롯된다고 가정하고, 정보의 다양성이 행위자를 형성하는 방식을 무시하게 만든다고 한다. 선호도와 행동을 형성할 수 있는 방법을 간과하게 된다. 마크 블라이스(Mark Blyth)와 마티아스 마트하이스(Matthias Matthijs)는 OEP 학문이 본질적으로 세계 경제를 블랙박스로 취급한다고 주장한다. 스테파니 리카드(Stephanie Rickard)는 2021년에 다음과 같이 OEP 접근법을 옹호했다.
OEP는 지난 10년 동안 성숙하고 발전해 왔다. 이 프레임워크는 공통된 이론적 틀 아래 다양한 경제 현상을 통합하고, 세계 경제의 중요한 사건에 대응할 수 있을 만큼 유연한 프레임워크를 제공함으로써 매우 생산적이고 적응력이 뛰어나다는 것이 입증되었다... OEP 전통에 기반한 축적된 학문적 성과는 세계 정치에 대한 우리의 이해를 결정적으로 발전시켰다. OEP에 대한 비판은 아직까지 대안적이고, 더 경험적으로 강력한 이론을 제시하지 못하고 있으며, 그 결과 OEP는 계속해서 국제정치경제학 연구의 지배적 패러다임으로 발전하고 있다.
학자들은 화폐와 무역,에 관한 OEP 학문에서 파생된 모델의 경험적 타당성에 의문을 제기하고, OEP 학문이 세계 정치 경제의 중대한 사건을 설명할 수 있는 능력에 의문을 제기했다. OEP 프레임워크에 대한 도전에는 행동적 접근(개인의 이익이 물질적 인센티브에서 비롯된다는 것을 반드시 받아들이지 않음)과 경제 지리학적 접근법 등이 있다. 스테파니 리카드(Stephanie Rickard)에 따르면, OEP 학자들은 불완전한 정보(개인의 선호가 형성되는 방식에 영향을 미침)와 규모의 경제(이익과 손실의 분배에 영향을 미침)를 통합하기 위해 그들의 모델을 수정했다. 에리카 오웬(Erica Owen)과 스테파니 월터(Stephanie Walter)도 마찬가지로 “2세대” OEP 프레임워크가 물질적 선호와 관념적 선호 모두를 통합한다고 주장한다.

### 의존성 이론
의존성 이론은 자원이 빈곤하고 저개발 상태인 “주변부”에서 부유한 상태인 “핵심부”로 흘러가면서 후자를 풍요롭게 하는 동시에 전자를 빈곤하게 만든다는 개념이다. 빈곤한 상태가 “세계 시스템”에 통합되는 방식으로 인해 빈곤한 상태가 빈곤해지고 부유한 상태가 풍요로워진다는 것이 의존성 이론의 핵심 주장이다. 이 이론은 제2차 세계대전 이후 1960년대 후반에 라틴아메리카의 발전이 부진한 근본 원인을 찾기 위해 학자들이 연구하면서 공식적으로 개발되었다.
의존성 이론과 세계 시스템 이론은 주류 경제 이론이 아니다.

### 헤게모니 안정성 이론
초기 IPE 학문은 국제 경제 문제에 대한 헤게모니의 영향에 초점을 맞추었다. 1970년대, 미국의 헤게모니가 쇠퇴하는 것처럼 보였기 때문에 학자들은 이 쇠퇴가 미칠 영향에 대해 고려하게 되었다. 로버트 키오한은 1980년 국제 시스템이 더 오래 지속될 가능성이 높다는 개념을 담은 헤게모니 안정성 이론이라는 용어를 만들었다. 안정적일 가능성이 더 높다는 개념을 1980년 기사에서 처음으로 제시했다. 단일 국가 국가가 지배적인 세계 강국 또는 헤게모니일 때 국제 시스템이 안정적으로 유지될 가능성이 더 높다는 개념을 1980년 기사에서 처음으로 제시했다. Keohane의 1984년 저서 After Hegemony는 새로운 제도 경제학의 통찰력을 활용하여 헤게모니가 없는 상황에서도 국제 시스템이 안정적으로 유지될 수 있다고 주장했다.

### 미국과 영국의 IPE 비교
벤자민 코헨(Benjamin Cohen)은 미국과 영국 진영을 구분하는 IPE의 상세한 지적 역사를 제공한다. 미국은 실증주의자이며, 어떤 형태의 정량적 증거에 의해 뒷받침되는 중간 수준의 이론을 개발하려고 시도한다. 영국 IPE는 좀 더 “해석주의적”이며 “대규모 이론”을 추구한다. 그들은 경험적 작업에 대해 매우 다른 기준을 사용한다. 코헨은 두 접근 방식 모두에서 장점을 발견한다. New Political Economy의 특별판이 영국식 IPE와 미국식 IPE에 대한 Review of International Political Economy(RIPE)의 특별판으로 발행되었다.

## 저널
IPE 학문의 주요 저널은 일반 국제관계 저널인 International Organization이다. International Organization은 IPE를 IR의 중요한 하위 분야 중 하나로 만드는 데 중요한 역할을 했다. IPE를 전문으로 하는 주요 저널은 Review of International Political Economy와 New Political Economy이다. IPE의 역사적 연구에 속하는 저널의 예로는 Economic History Review와 History of Political Economy가 있다.